# Solón Argüello
José Solón Argüello Escobar (León, 1879-kilómetros 60 y 62 del ferrocarril Ciudad de México-Querétaro, 1913) fue un maestro, poeta y político mexicano de origen nicaragüense. Sus padres fueron Narciso Argüello Barreto e Inesilia Escobar Coronel.

## Vida
Nació en León, Nicaragua, el 11 de julio de 1879. Miembro de una distinguida familia nicaragüense, recibió una esmerada educación que lo convirtió en un intelectual progresista. Se dedicó a la poesía y al magisterio y, durante la revolución maderista, en México, se convirtió en uno de los más leales defensores de la democracia.
Publicó tres libros de poesía, todos en México: El grito de las islas (1905), El libro de los símbolos e islas frágiles (1909)y Cosas crueles (1913). También, muchos poemas y prosas poéticas se pueden encontrar en diversos periódicos y revistas de México y su natal Nicaragua.
Llegó a México, país por el que siempre demostró predilección, en 1902. Pasó un tiempo en la capital trabajando en redacciones de revistas y periódicos y cuando estaba a punto de regresar a León, por no hallar un trabajo estable, consiguió emplearse de tiempo completo en una revista. Su primer entorno poético fue compartido con Alberto Herrera, Antonio H. Altamirano y Manuel Bermejo quienes formaron la «Sociedad Literaria Manuel Gutiérrez Nájera». Habiendo estudiado la carrera docente en su país, en México logró obtener una plaza como profesor en Ensenada, Baja California, adonde se trasladó hacia 1904. Después le ofrecieron la misma plaza en el entonces Territorio de Tepic, donde se desempeñó como maestro de Enseñanza elemental y superior, y de Taquigrafía y, por un tiempo, director de la Escuela Superior de Niños. Estando en Tepic tuvo la oportunidad de publicar El grito de las islas (1905), y de vincularse mucho más con el mundo poético. Para 1907 lanzó, junto con Pedro Aguirre de la Barreda, Tepic literario. Revista mensual de literatura, variedades y anuncios, que pudo ser publicada mes con mes, hasta diciembre de ese año. Allí se lee que nacía con el único propósito de fomentar el gusto por «las publicaciones amenas y provechosas», para desterrar «muchas preocupaciones», moralizar «las costumbres más y más» y sobre todo, para que nazca «en nuestro espíritu una liberal y cristiana tolerancia, y respetándose de esta manera el derecho ajeno». A mediados de ese año comenzó a colaborar en el suplemento literario de El correo de Mazatlán, que entonces dirigía el periodista Heriberto Frías. En Tepic literario escribieron sus paisanos Lino Argüello, Santiago Argüello y Rubén Darío; además, el colombiano Julio Florez; Luis Rosado Vega, Rufino O. Leal, Julio Laurent Pagés, Andrés Molina, , Edmundo Castillo, Juan B. Delgado, Severo Amador, y Amado Nervo. También Daniel Ross, Alfonso Cravioto, Celedonio Junco de la Vega, Manuel Barrero Argüelles y los profesores Miguel Cervantes Noreña, Bonifacio Díaz y Marcos A. Ochoa. En la revista reaparecieron los antiguos fundadores de la «Sociedad Literaria Manuel Gutiérrez Nájera»: Antonio H. Altamirano y Alberto Herrera.
Aunque tuvo una relación política con el jefe del Territorio, el general Mariano Ruiz Montañés, Solón se fue convenciendo de que la tiranía en México, encabezada por Porfirio Díaz, debía dar paso a un régimen democrático y que recuperara las libertades. El 29 de febrero de 1908, El correo de la tarde, de Heriberto Frías, anunciaba que el profesor se iría de maestro a La Paz. Sin embargo, Mariano Ruiz quiso deshacerse de él, lo desterró y fue enviado como juez de primera instancia a Santiago Ixcuintla, Nayarit, y en poco tiempo, como, como juez de paz a La Yesca, Nayarit. En 1910 ya radicaba de nuevo en la Ciudad de México, luego de que Ruiz emprendiera una orden de captura acusado de sedición.
Después de colaborar en varios periódicos como Nueva Era, el maestro terminó como interventor del juego de la rifa de objetos, en San Ángel. Sin embargo, ya había acrecentado su fama como poeta, y varios escritores de prestigio reseñaron sus libros, como Pedro Henríquez Ureña y su amigo Heriberto Frías. Aunque había trabajado a favor de la revolución maderista, al triunfo de ésta, no había logrado conocer a Francisco I. Madero. Finalmente, se conocieron en febrero de 1912 y, a partir de allí, Argüello se convirtió en un amigo incondicional del presidente y en uno de sus principales propagandistas. Junto con Rogelio Fernández Güell, fundó La época, bisemanario político, de información y variedades.

## Secretario privado de Madero
Apoyó desde 1909 al movimiento maderista. Para finales de 1912, fungía como secretario privado de Madero y, al mismo tiempo, como redactor en jefe de Nueva Era, el periódico fundado por Gustavo A. Madero para dar voz al Partido Constitucional Progresista, que había nacido, a su vez, para impulsar la candidatura de su hermano Francisco a la Presidencia de México. En agosto de ese año se había naturalizado mexicano: "[Es] una alta honra el obtener la carta de ciudadanía mexicana, hoy, que la patria de Hidalgo y Juárez ha entrado de lleno en el dominio de sus libertades y de la democracia, que por medio de una revolución sin precedentes en su historia […]". En noviembre fue nombrado jefe de publicaciones del Museo Nacional de Arqueología, Historia y Etnohistoria, y le tocó atestiguar, en primera fila, los trágicos acontecimientos que derivaron en la Decena Trágica. 

## Contra la dictadura de Huerta
Después del asesinato de Madero y de su vicepresidente, José María Pino Suárez, Solón Argüello huyó en un vapor con rumbo a La Habana. Allí espero a los deudos de la familia Madero. Junto con su amigo Matías Oviedo Pastor, hondureño que había conocido en México, denunció el golpe de Estado y acusó a Victoriano Huerta de haber sido el responsable de los crímenes. Con Oviedo partió a Nueva York y desde allí ambos emprendieron su regreso a México para combatir al huertismo. Primero, a principios de mayo se entrevistó con el jefe del Ejército Constitucionalista, Venustiano Carranza y, enseguida, se trasladó a La Yesca para organizar una guerrilla con el villista Juan Medina. A los pocos días, al frente de un pequeño grupo de sublevados, fue atacado por el general Francisco del Toro, el coronel Alejandro Barrón y el capitán Ciro Camacho. Los dos lograron escapar, sin embargo, Argüello fue herido de bala la madrugada del 7 de agosto de 1913.
A muchos había jurado vengar la muerte de su amigo Francisco I. Madero, asesinando a Victoriano Huerta. Según contó a Guillermo Mellado, un periodista contemporáneo, había vuelto a la Ciudad de México para atacarlo en «El Globo» (en la esquina de San Francisco y Bolívar), donde el golpista acostumbraba «tomar licores»: «El sitio era bueno; yo penetraría allí, le daría una puñalada con el arma que me han recogido y saldría después a escape, me perdería entre los desocupados huyendo por la calle del Coliseo. Si me detenían, no me importaba. Había cumplido mi promesa». Sin embargo, según Mellado, un delator señaló el lugar en donde se refugiaba. De este modo, elementos de la Inspección General de Policía, al mando de Francisco Chávez, fueron a la calle de Factor y lo sacaron. Trasladado a la comisaría, confesó sus intenciones y al día siguiente su captura salió en todos los periódicos. El País, por ejemplo, sacó que "La serenidad de Argüello era impresionante. Sin alteración de ninguna especie, sin exaltarse en lo más mínimo, estuvo hablando con los presentes diciéndoles éstas o parecidas palabras: «Ya sé que mañana todos los periódicos se desatarán en improperios en contra mía, llamándome porrista, filibustero, incendiario, etc. Pero no me preocupa. “Del árbol caído todos hacen leña”. Sin embargo, como no quiero que se me infame sin merecerlo, solo recuerdo a ustedes que yo también he sido periodista»"

## Su muerte
Solón fue sacado de la comisaría para ser procesado. Lo subieron al ferrocarril Central y, a la altura de la estación Lechería fue entregado a un destacamento federal y lo fusilaron de inmediato. Era el 28 o 29 de agosto- Fue tiroteado entre los kilómetros 60 y 62. José Eduardo Arellano contó que exclamó a sus ejecutores exigiendo los disparos: «Acercadme el reflector: quiero que todos veáis este pecho que tantas veces combatió por la libertad»